# زمین‌لرزه ۲۰۰۹ جاوه باختری
زمین‌لرزه جاوه باختری  در تاریخ ۲ سپتامبر ۲۰۰۹ میلادی، برابر با ‎۱۱ شهریور ۱۳۸۸، ساعت ۰۷:۵۵:۰۱٫۰ به زمان یوتی‌سی در اندونزی ، منطقه جاوه رخ داد.ژرفای این زلزله ۴۶٫۰ کیلومتر بود. بزرگی آن ۷٫۰ در مقیاس Mw بدست آمده‌است.
شمار کشتگان نزدیک به ۷۹ نفر گزارش شده‌است.
پروژهٔ جهانی تنسور گشتاور مرکزوار پارامتر زمان مرکزوار زمین‌لرزه را با اختلاف ۶٫۵ ثانیه نسبت به زمان رخداد اشاره شده در بالا و مختصات مرکزوار را در ۸°۰۷′جنوبی ۱۰۷°۲۰′شرقی / ۸٫۱۲°جنوبی ۱۰۷٫۳۳°شرقی محاسبه کرد و همچنین، ژرفا در ۵۳٫۲ کیلومتر بدست آمده‌است. در این محاسبات زاویه‌های (راستا، شیب، ریک) گسل سازندهٔ زمین‌لرزه و صفحه عمود بر آن برابر با (°۵۴، °۴۶، ° ۱۱۷) یا (°۱۹۸، °۵۰، ° ۶۵) حاصل شده‌است.